# Hilda (Carolina do Sul)
Hilda é uma cidade  localizada no estado norte-americano de Carolina do Sul, no Condado de Barnwell.

## Demografia
Segundo o censo norte-americano de 2000, a sua população era de 436 habitantes.
Em 2006, foi estimada uma população de 429, um decréscimo de 7 (-1.6%).

## Geografia
De acordo com o United States Census Bureau tem uma área de
8,0 km², dos quais 7,9 km² cobertos por terra e 0,1 km² cobertos por água.

## Localidades na vizinhança
O diagrama seguinte representa as localidades num raio de 12 km ao redor de Hilda.